# ساموئل کرال
ساموئل کرال (انگلیسی: Samuel Corral؛ زادهٔ ۳ آوریل ۱۹۹۲) بازیکن فوتبال است.
از باشگاه‌هایی که در آن بازی کرده‌است می‌توان به باشگاه فوتبال گرانادا اشاره کرد.